# Mattias Pleijel
Mattias Pleijel, född 10 oktober 1974 i Malmö, är en svensk journalist. Han är främst verksam som producent och reporter på Sveriges Radio.
Mattias Pleijel har tidigare varit skribent för Helsingborgs Dagblad, Sydsvenska Dagbladet och Göteborgs-Posten.